# Давангере (округ)
Давангере (канн. ದಾವಣಗೆರೆ; англ. Davanagere) — округ в индийском штате Карнатака. Образован в 1997 году из части территории округа Читрадурга. Административный центр — город Давангере. Площадь округа — 5924 км². По данным всеиндийской переписи 2001 года население округа составляло 1 790 952 человека. Уровень грамотности взрослого населения составлял 67,4 %, что выше среднеиндийского уровня (59,5 %). Доля городского населения составляла 30,3 %.